# エコー・ヘロン
エコー・ヘロン(Echo Heron)は、本名を、エコー・ルアー・エリザベス・アン・フィロメナ・サラトー(Echo Ruah Elizabeth Anne Philomena Salato )といい、アメリカの正看護師、ベストセラー作家で、医療ジャーナリストでノンフィクションライター。 1977年に正看護師の資格を取得。以来、17年間、重篤患者の救命救急を専門とするクリティカルケアの現場で17年間勤務。
彼女の処女作『ICUナース物語』(メディカ出版　1990年、『インテンシブケア―ある看護婦のものがたり』と改題して1999年　日本看護協会出版会より再刊行)は、アメリカでは1887年サイモン&シュースター社から出版されて、忽ちにしてニューヨークタイムズのベストセラーリストのトップに躍り出た。
その後、正看護師アデル・モンサラート（Adele Monsarrat ）をアマチュア探偵に仕立てたミステリー三部作"Mercy"、"Pulse"、"Panic"を書き、これらの作品を通して過酷な医療現場の看護師たちの等身大の姿を描いている。このシリーズは、2011年現在、さらに2冊が執筆されて、いずれもペーパーバックス化されている。

## 著作

### ノンフィクション
- Intensive Care (1987、『ICUナース物語』メディカ出版　1990年、『インテンシブケア―ある看護婦のものがたり』日本看護協会出版会　1999年)
- Condition Critical (1994)
- Tending Lives (1998、『命のカルテ　アメリカのナースたちの声』集英社文庫　2000年)

### 小説
- Mercy (1992)
- Pulse (1998)
- Panic (1998)
- Paradox (1998)
- Fatal Diagnosis (2000)